# Szomán
| Szomán | |
| | |
| | |
| \| \| \| | |
| IUPAC-név | 3,3-dimetilbután-2-il metilfoszfonofluoridát |
| Más nevek | GD; foszfonofluoridsav, metil-, 1, 2, 2-trimetilpropil észter; 2-(fluormetilfoszforil)oxi-3,3-dimetilbután; Pinakolil metilfoszfonofluoridát; 1,2,2-trimetilpropil metilfoszfonofluoridát; Metilpinakoliloxifluorfoszfin-oxid; Pinakoliloximetilfoszfonil fluorid; Pinakolil metánfluorfoszfonát; Metilfluorpinakolilfoszfonát; Fluormetilpinakoliloxifoszfin-oxid; Metilpinakoliloxifoszfonil fluorid; Pinakolil metilfluorfoszfonát; 1,2,2-trimetilpropoxifluormetilfoszfin-oxid |
| Kémiai azonosítók                                                                                               | |
| PubChem | 7305 |
| ChemSpider | 7032 |
| KEGG | C07494 |
| ChEBI | 9195 |
| SMILES | FP(=O)(OC(C)C(C)(C)C)C |
| InChI | 1/C7H16FO2P/c1-6(7(2,3)4)10-11(5,8)9/h6H,1-5H3 |
| InChIKey | GRXKLBBBQUKJJZ-UHFFFAOYSA-N |
| UNII | 3OF3WXB67Q |
| ChEMBL | 15910 |
| Kémiai és fizikai tulajdonságok                                                                                 | |
| Kémiai képlet                                                                                                   | C7H16FO2P |
| Moláris tömeg                                                                                                   | 182,17 g/mol |
| Megjelenés | Tiszta formában gyümölcs illatú színtelen folyadék; szennyezve borostyán vagy sötétbarna színű, olaj vagy kámfor szagú. |
| Sűrűség | 1,022 g/cm³ (25 °C) |
| Olvadáspont | -42 |
| Forráspont | 198 |
| Oldhatóság (vízben)                                                                                             | Közepes |
| Gőznyomás | 0,40 Hgmm (53 Pa) |
| Veszélyek | |
| MSDS | MSDS - Soman |
| Főbb veszélyek                                                                                                  | Mérgező (T) |
| NFPA 704 | 1 4 1 |
| Lobbanáspont | 121 °C |
| Ha másként nem jelöljük, az adatok az anyag standardállapotára (100 kPa) és 25 °C-os hőmérsékletre vonatkoznak. | |
| | |

A szomán; vagy rövidítve GD (szisztematikus neve: O-pinakolil-metilfoszforosfluorid) egy rendkívül mérgező vegyi anyag. Idegméreg, amely megzavarja az emlősök idegrendszerének rendes működését, a kolinészteráz enzim gátlása által. Egyaránt gátolja az acetilkolinészterázt és a butirilkolinészterázt. Az ENSZ 687-es határozata szerint tömegpusztító vegyi fegyver. Az 1993-as Vegyifegyver-tilalmi Egyezmény 1. osztályú vegyületként osztályozta; így gyártása szigorúan ellenőrzött, felhalmozása pedig tiltott. A szomán harmadik az úgynevezett G-ágensek  - GA (tabun), GB (szarin), és GF (cikloszarin) - felfedezésének sorában.
Illékony, maró hatású színtelen folyadék; tiszta formában enyhe szaga van. Általánosabban; sárgás-barnás színű, erőteljes, kámforra hasonlító szagú anyag. Emberben a szomán halálos koncentrációja (LCt50) 70 mg·min/m³. Halálosabb és tartósabb, mint a szarin vagy a tabun; de kevésbé, mint cikloszarin.
Akriloid kopolimer segítségével a szomán besűrűsíthető, így kémiai permetként lehet felhasználni. Bináris vegyi fegyverként is bevethető; prekurzor vegyületei a metilfoszfonil-difluorid; valamint pinakolil-alkohol és amin keveréke.

## Szintézise
A szomán gyártása nagyon hasonló a szarin gyártásához. A különbség annyi, hogy a szarin gyártásához szükséges izopropanolt pinakolil-alkohollal helyettesítjük a folyamatban:
MeP(O)Cl2 + MeP(O)F2 + (CH3)3 CCH(CH3)OH → MePO(F)OCH(CH3)C(CH3)3 + HCl

## Története
A szománt Richard Kuhn fedezte fel 1944-ben, Németországban; ezzel ő képviseli az utolsó, háborúban felfedezett idegmérget (a GF-et 1949-ig nem fedezték fel). A szomán a háború után megkapta a „GD” azonosítót (a GC-t már a gyógyászat használta) amikor a Szovjetunió egy bányában található rejtekhelyről a szománhoz köthető információkhoz jutott. Az acetilkolinészteráz-szomán komplex kristályszerkezetét Millard és munkatársai határozták meg röntgendiffrakció útján, 1991-ben (a PDB kódok: 2wfz, 2wg0, 2wg1 és 1som).

## Fordítás
Ez a szócikk részben vagy egészben  a   Soman című angol Wikipédia-szócikk fordításán alapul.  Az eredeti cikk szerkesztőit annak laptörténete sorolja fel. Ez a jelzés csupán a megfogalmazás eredetét és a szerzői jogokat jelzi, nem szolgál a cikkben szereplő információk forrásmegjelöléseként.

## Külső hivatkozások
- United States Senate, 103d Congress, 2d Session. (May 25, 1994). Material Safety Data Sheet -- Lethal Nerve Agents Somain (GD and Thickened GD) Archiválva 2013. szeptember 12-i dátummal a Wayback Machine-ben. Hozzáférés ideje: Nov. 6, 2004.
- AChE inhibitors and substrates Proteopedia
- 2wfz Proteopedia
- 2wg0 Proteopedia
- 2wg1 Proteopedia
- 1som Proteopedia